# 窗外 (專輯)
《窗外》是彭羚的第七張粵語專輯，於1995年11月推出。本專輯曾登上IFPI唱片銷量榜兩星期冠軍，及停留榜上達十三星期，在香港再次賣出高達四白金（20萬張）銷量。主打歌《小玩意》、《完全因你》及《彷如隔世》均成為彭羚的得獎經典作品。專輯所有歌曲由杜自持監製（除了「完全因你」），隨碟附送相集一本 。

## 曲目
| 曲序     | 曲目                     |          | 作曲     | 编曲     | 备注                                                       | 时长  |
| -------- | ------------------------ | -------- | -------- | -------- | ---------------------------------------------------------- | ----- |
| 1.       | 音樂盒                   | 李敏     | 郭靜     | 杜自持   | 第六主打                                                   | 2:13  |
| 2.       | 小玩意                   | 黃偉文   | 葉良俊   | 杜自持   | 第三主打 國語版為《小玩意》                                | 3:31  |
| 3.       | 只想得到愛               | 李敏     | Alex San | 杜自持   |                                                            | 4:22  |
| 4.       | 註定相愛（張信哲合唱）   | 張美賢   | 倫永亮   | 倫永亮   | 第五主打 無綫電視劇《一切從失蹤開始》插曲                  | 4:18  |
| 5.       | 彷如隔世                 | 林夕     | 張宇     | 杜自持   | 第四主打 國語版為《連回憶都不給我嗎》                      | 4:06  |
| 6.       | 情動                     | 張美賢   | 柯以敏   | 杜自持   | 改編自柯以敏的《走出愛情》                                 | 5:02  |
| 7.       | 愛多年                   | 李敏     | 杜自持   | 杜自持   |                                                            | 4:19  |
| 8.       | 完全因你（監製：鍾定一） | 李敏     | Alex San | Alex San | 第一主打 電影《和平飯店》主題曲 國語版為《感謝你用心愛我》 | 3:56  |
| 9.       | 你知得太多               | 黃偉文   | 倫永亮   | 倫永亮   |                                                            | 4:13  |
| 10.      | 盼那天再步近             | 張美賢   | 巫啟賢   | 杜自持   | 國語版為《愛讓我傷心》                                     | 4:22  |
| 11.      | 窗外                     | 何秀萍   | 杜自持   | 杜自持   | 第二主打 叱咤903廣播劇「真人表演」劇場之《獨臂少年》插曲   | 2:32  |
| 总时长： | 总时长：                 | 总时长： | 总时长： | 总时长： | 总时长：                                                   | 42:59 |

## 唱片版本
- CD版
- 錄音帶版
- 華納+EMI金唱片復刻王系列（2012年3月16日推出）
- SACD版 (2016年5月12日推出)

## 音樂錄影帶
- 完全因你
- 小玩意
- 彷如隔世
- 註定相愛（張信哲合唱）
- 窗外
- 音樂盒

## 軼事
- 《小玩意》一曲是由黃偉文填詞，但在第一版的歌詞書當中卻錯印成「黃偉人」。

## 所獲獎項
- 1995年度叱咤樂壇流行榜頒獎典禮－「專業推介、叱咤十大」(第九位)《小玩意》
- 1995年度十大勁歌金曲頒獎典禮－十大勁歌金曲《小玩意》
- 1996年第15屆香港電影金像獎－最佳原創電影歌曲《完全因你》（和平飯店）
- 1996年度新城勁爆頒獎禮－勁爆情歌獎《彷如隔世》
- 1996年第十九屆十大中文金曲頒獎音樂會－十大中文金曲《彷如隔世》

## IFPI唱片銷量榜
- 日期 位置 歌手 專輯
- 11-23 1 彭羚 窗外
- 11-30 1 彭羚 窗外
- 12-7 4 彭羚 窗外
- 12-14 5 彭羚 窗外
- 12-21 2 彭羚 窗外
- 12-28 6 彭羚 窗外
- 1-4 6 彭羚 窗外
- 1-11 3 彭羚 窗外
- 1-18 4 彭羚 窗外
- 1-25 4 彭羚 窗外
- 2-1 4 彭羚 窗外
- 2-8 8 彭羚 窗外
- 2-15 7 彭羚 窗外